# Wegene Addisu
Wegene Addisu (27 de mayo de 2004) es un deportista de Etiopía que compite en atletismo. Ganó una medalla de plata en el Campeonato Mundial de Atletismo Sub-20 de 2021, en la prueba de 1500 m.